# پرنده بی‌پرواز

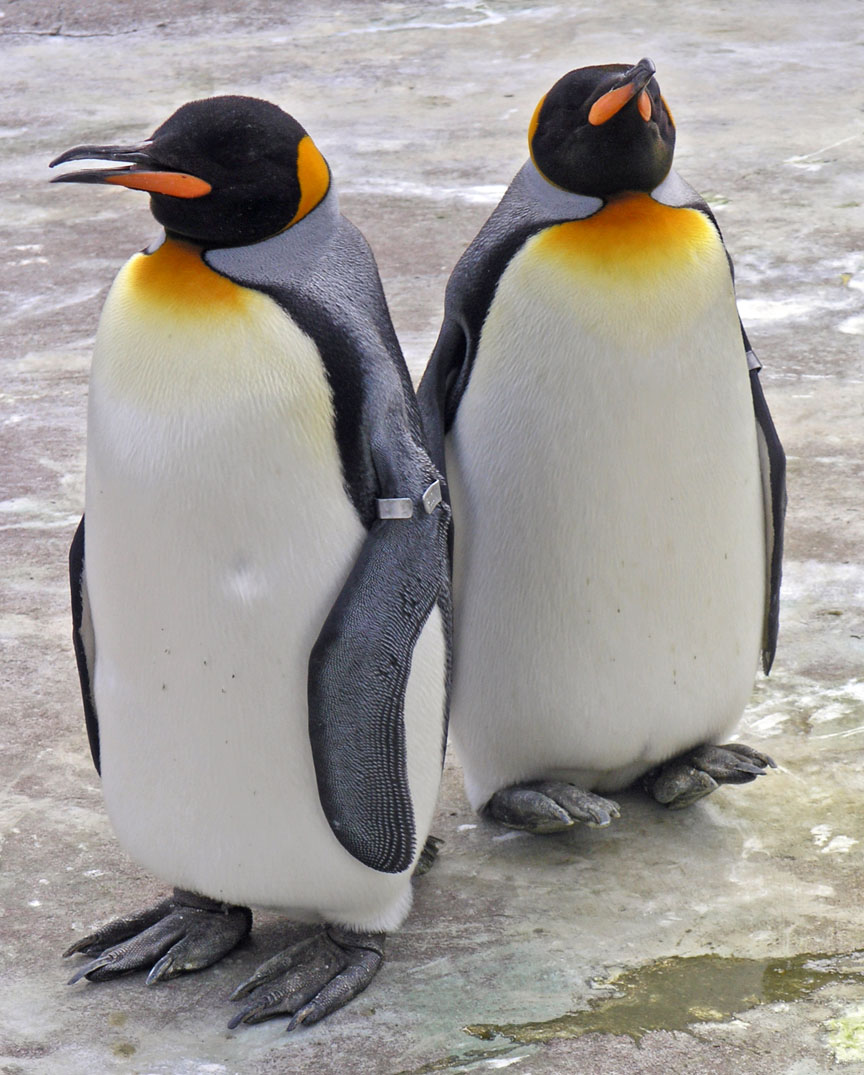
پنگوئن از شناخته‌شده‌ترین پرندگان بی‌پرواز

پرندگان بی‌پرواز گروهی از پرندگان هستند که توانایی پرواز را در مسیر تکامل از دست داده‌اند. اکنون ۴۰ گونه از این پرندگان باقی مانده‌اند که شترمرغ، شترمرغ استرالیایی، کسواری، ریا، کیوی و پنگوئن از معروفترین آنها هستند. تمام آنها اجدادی پروازگر داشته‌اند اما به دلایل مختلف این قابلیت را در طول زمان از دست داده‌اند. مهمترین دلیل نبود شکارچیان طبیعی بوده‌است. بیشتر پرندگان بدون پرواز در جزایری بدون پستانداران شکارچی زندگی می‌کنند و در نتیجه نیازی به حفظ قابلیت پرواز - که انرژی زیادی طلب می‌کند- نداشته‌اند. شترمرغ یک مورد استثنایی است که در کنار انبوه شکارچیان طبیعی زندگی می‌کند و به نظر می‌رسد اندازهٔ بزرگ، پاهای نیرومند و سرعت بالا او را قادر کرده تا از پرواز بی‌نیاز شود.

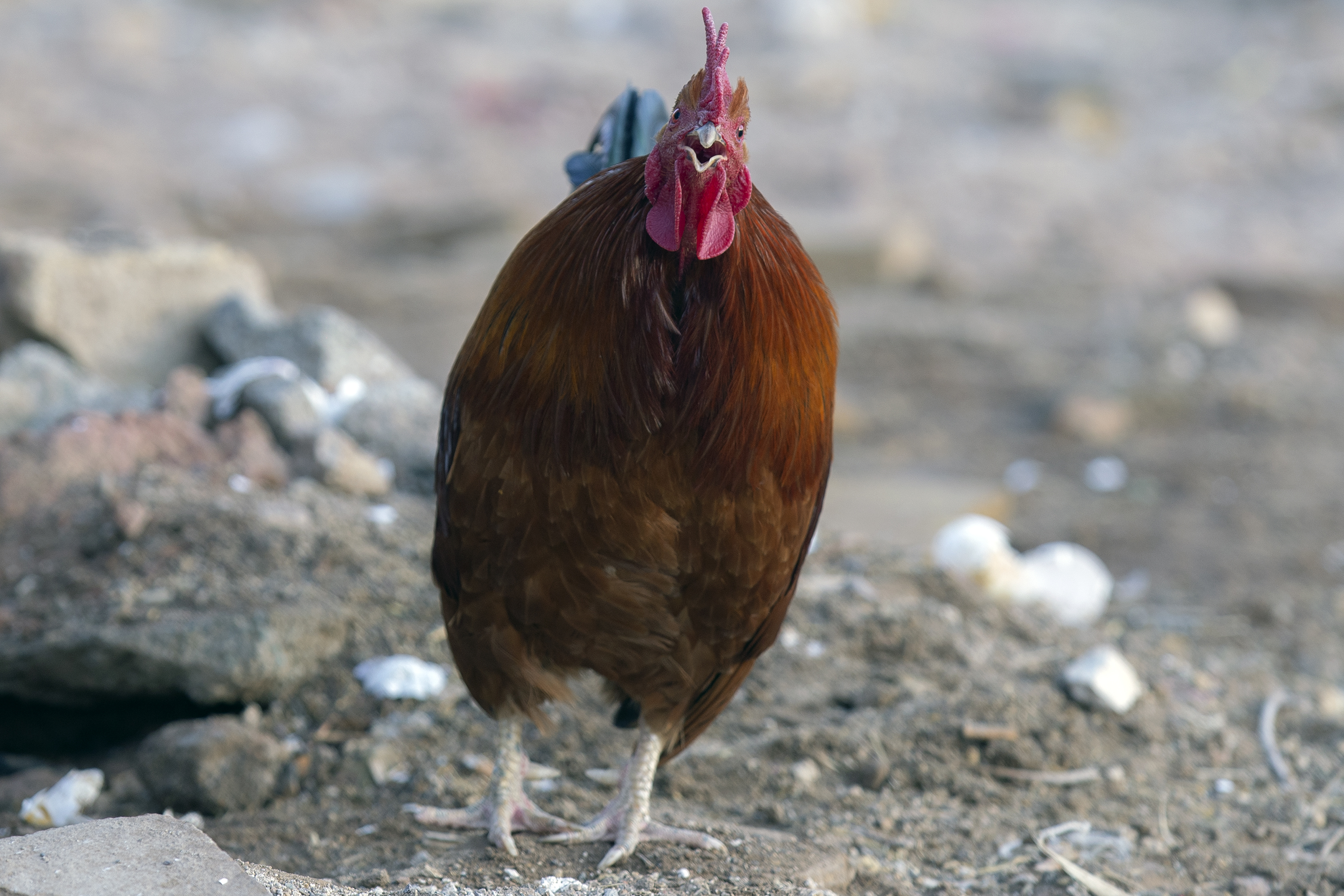
خروس از دیگر پرندگان بی پرواز است

بسیاری از پرندگان اهلی مثل مرغ خانگی و اردک و غاز هم توانایی پرواز را تا حد زیادی از دست داده‌اند اما نوع وحشی آنها قادر به پرواز است و آنها هم از نظر ساختار بدنی همچنان قابلیت پرواز دارند.
بسیاری از پرندگان بدون پرواز با ورود انسان به جزایر منقرض شدند. شکار این پرنده‌ها و تخم‌هایشان توسط انسان و حیواناتی که توسط انسان به این جزایر وارد می‌شدند (همچون موش‌ها، گربه‌ها، سگ‌ها و خوک) باعث انقراض این حیوانات شد که روشی برای دفاع از خود در مقابل چنین شکارچیانی نداشتند.
پرندگان بی‌پرواز به طور کلی بسیار بزرگتر و سنگینتر از پرندگان دیگر هستند. شترمرغ هم‌اکنون با اختلاف زیاد بزرگترین پرنده دنیاست که وزن آن تا ۱۵۶ کیلوگرم می‌رسد اما موآی نیوزیلندی و بوقلمون ماداگاسکاری که توسط انسان منقرض شدند بزرگتر از شترمرغ بودند.

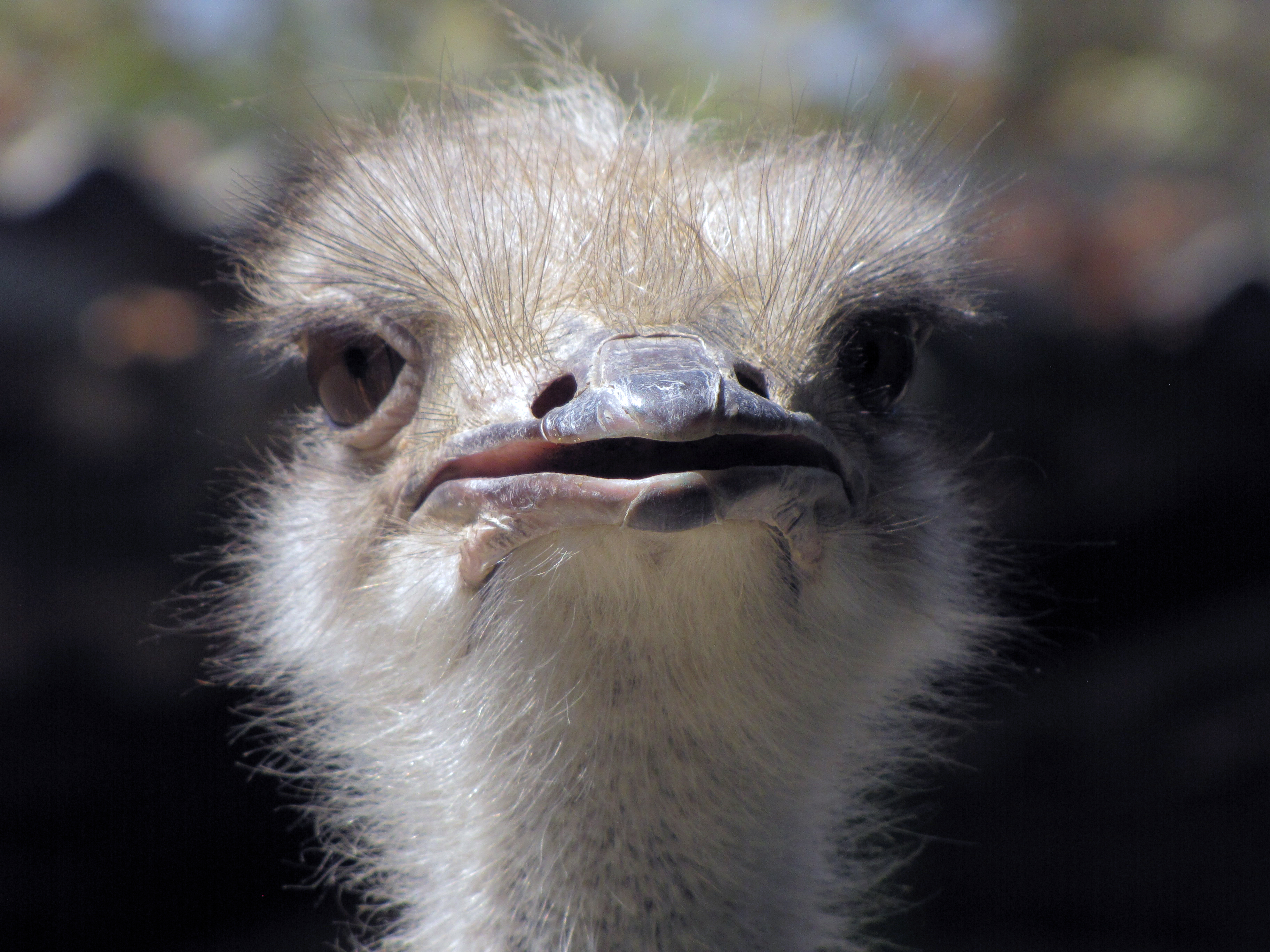
شترمرغ استرالیایی

نیوزیلند بیش از هر کشور دیگری انواع پرندگان بدون پرواز را در خود جای داده‌است. چراکه نیوزیلند با وجود وسعت زیادی که دارد فاقد هر نوع پستانداری (به جز سه نوع خفاش) بود و پرندگان شکاری تنها دشمن طبیعی آنان محسوب می‌شدند. این وضعیت به پرندگان نیوزیلندی اجازه می‌داد تا روی زمین زندگی کرده و نقشی را در اکوسیستم بر عهده بگیرند که در نقاط دیگر دنیا بر عهده پستانداران است. هرچند اکثر این پرندگان با ورود انسان منقرض شدند اما هنوز هم تعدادی از آنها همچون کیوی، کاکاپو، تاکاهی و وکا باقی مانده‌اند.